# 尾形乾山
尾形 乾山（おがた けんざん、 寛文3年（1663年） - 寛保3年6月2日（1743年7月22日）は、江戸時代の陶工、絵師。諱は惟充。通称は権平、新三郎。号は深省、乾山、霊海、扶陸・逃禅、紫翠、尚古斎、陶隠、京兆逸民、華洛散人、習静堂など。一般には窯名として用いた「乾山」の名で知られる。

## 生涯

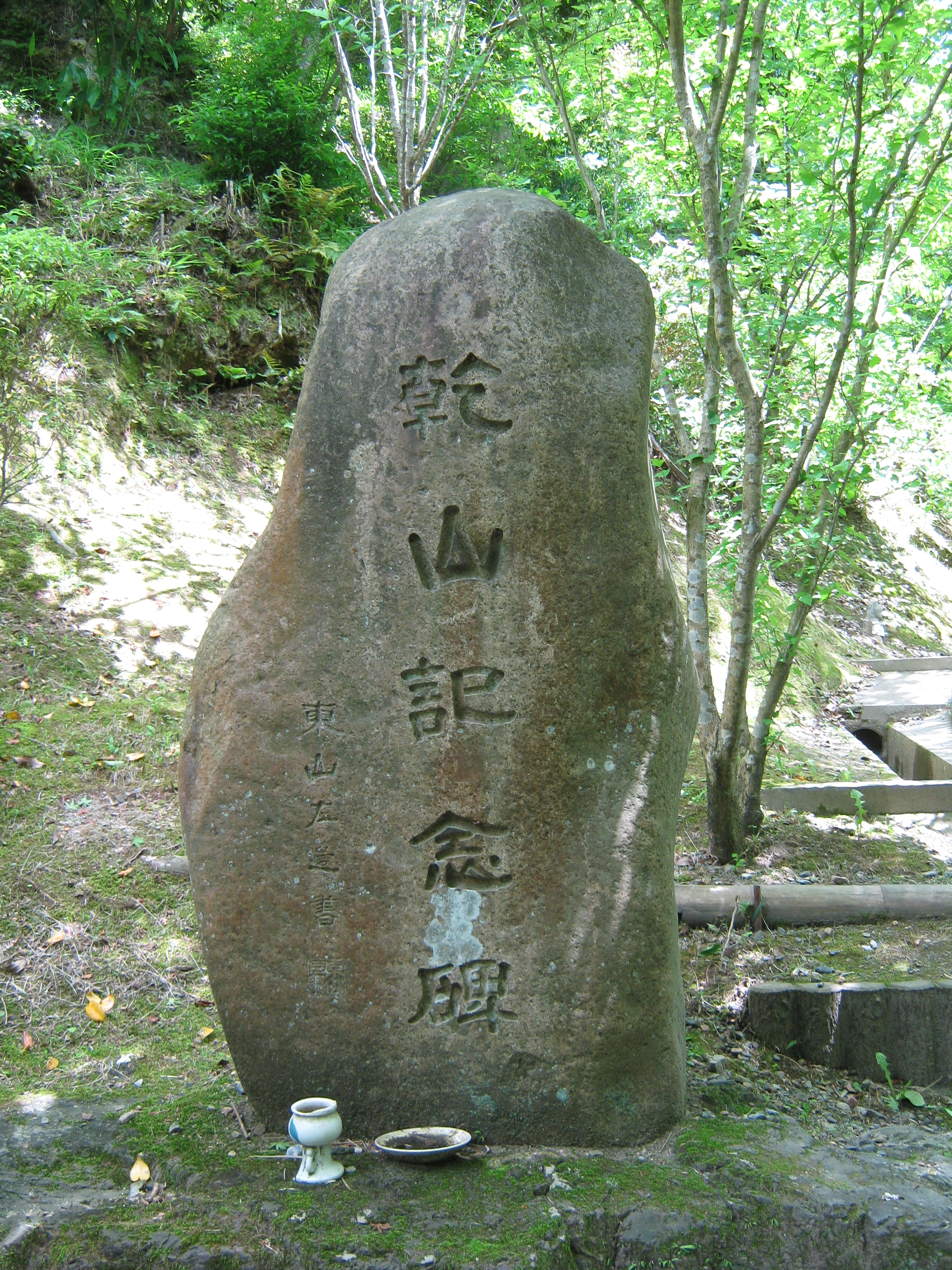
乾山記念碑、京都市東山区清水寺内、1920年建立

京都の呉服商、雁金屋の三男として生まれ、権平と名付けられる。6歳上の兄は尾形光琳である。貞享4年（1687年）、父の遺言により、室町花立町・本浄華院町・鷹ヶ峰3つの屋敷と書籍・金銀などの諸道具を、光琳と折半で譲り受けた。遊び人で派手好きで遺産を放蕩に費やした兄・光琳と対照的に、乾山は莫大な遺産が手に入っても、内省的で書物を愛し隠遁を好み、黄檗宗の僧から与えられた霊海や逃禅などを号して地味な生活を送った。元禄2年（1689年）、仁和寺の南に習静堂を構え、参禅や学問に励んだ。この仁和寺門前には野々村仁清が住んでおり、乾山は早くから光悦の孫の光甫や楽一入から手ほどきを受けていたこともあり、仁清から本格的に陶芸を学んだようだ。37歳の時、かねてより尾形兄弟に目をかけていた二条綱平が京の北西・鳴滝泉谷の山荘を与えたため、ここに窯を開く。その場所が都の北西（乾）の方角あたることから「乾山」と号し、出来上がった作品に記した。正徳2年（1712年）、50歳のとき、京都市内の二条丁子屋町（現在の二条通寺町西入北側）に移住し、多くの作品を手がけた。作風は自由闊達な絵付けや洗練された中にある素朴な味わいに特徴があり、乾山が器を作り光琳がそこに絵を描いた兄弟合作の作品も多い。享保16年（1731年）、69歳の時、輪王寺宮公寛法親王の知遇を受け、江戸・入谷に移り住んだ。元文2年（1737年）9月から初冬にかけて下野国佐野で陶芸の指導を行う。その後江戸に戻り、81歳で没した。辞世は「うきこともうれしき折も過ぎぬればただあけくれの夢ばかりなる」。
墓所は泉妙院（京都市上京区）と善養寺（豊島区巣鴨）。
乾山の名は2代、3代と受け継がれていった。ただし、それは血縁や師弟関係に基づき襲名されるのではなく、各々が自称したに過ぎない。

## 代表作

### 重要文化財指定の作品

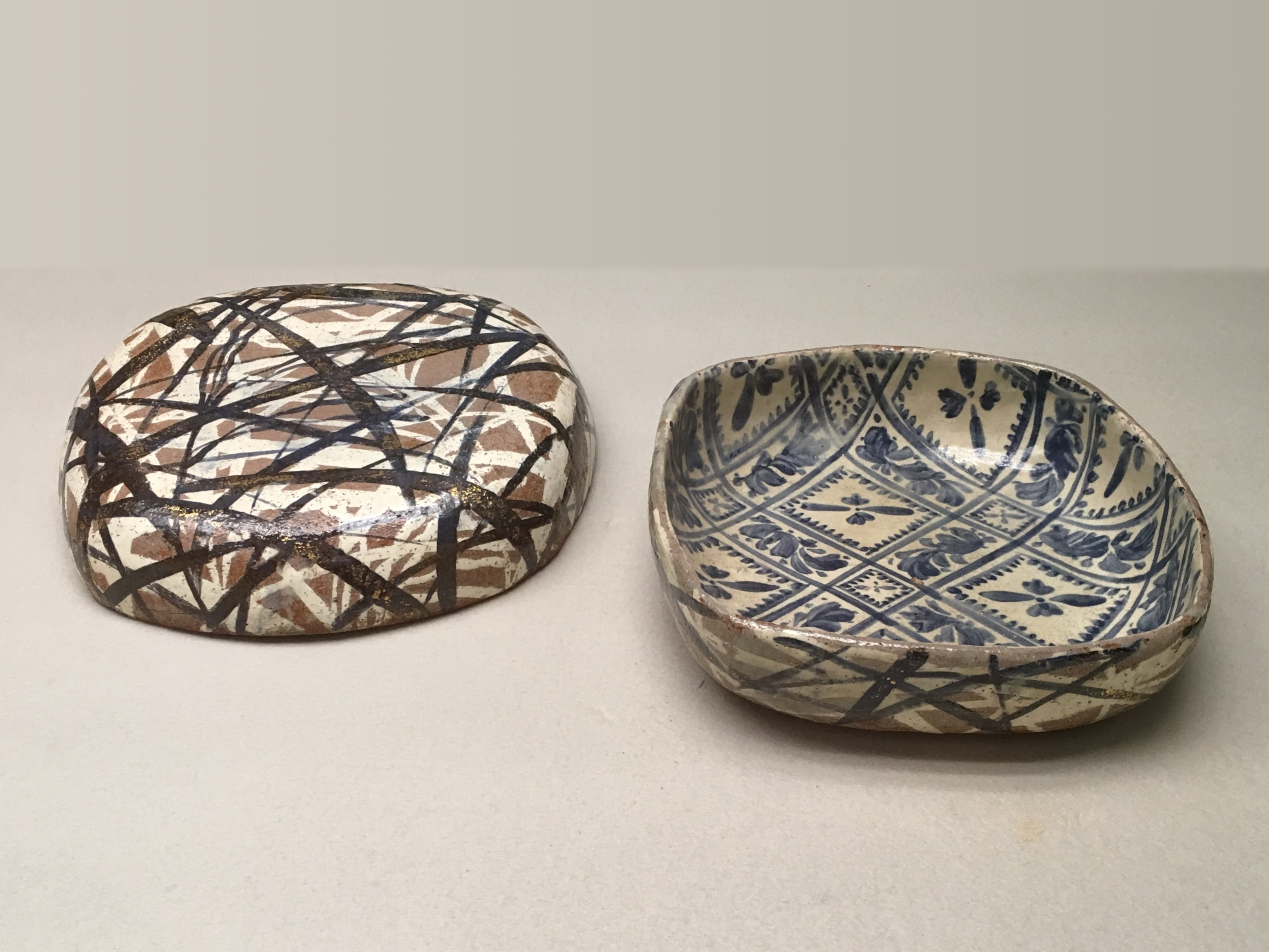
白泥染付金彩薄文蓋物 サントリー美術館

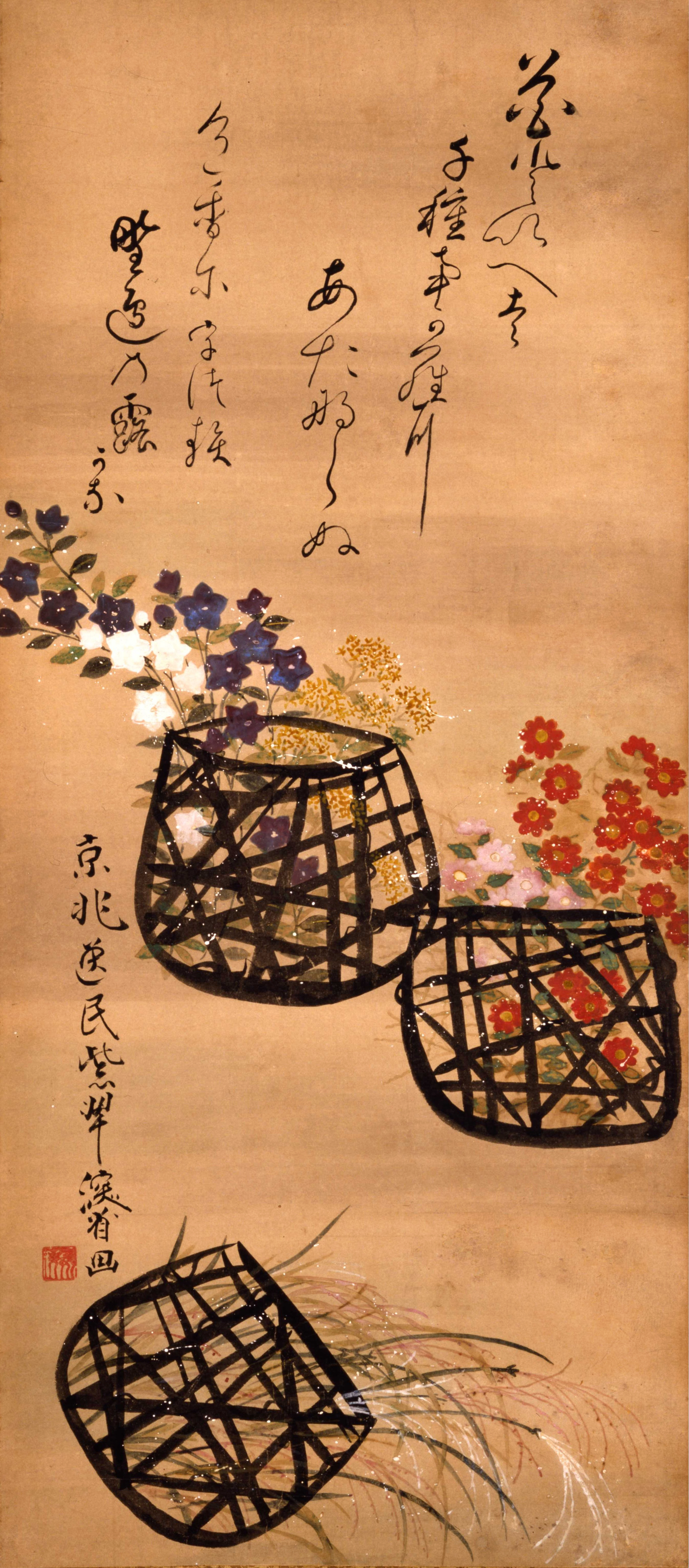
花籠図 福岡市美術館

#### 陶芸
- 金銀藍絵松樹文蓋物（きんぎんあいえ しょうじゅもん ふたもの）（出光美術館）
- 銹藍金絵絵替皿（さびあいきんえ えがわりさら）5枚（根津美術館）
- 白泥染付金彩薄文蓋物（はくでいそめつけ きんさいすすきもん ふたもの）（サントリー美術館）
- 銹絵滝山水図茶碗（個人蔵）
- 色絵龍田川文透彫反鉢（岡田美術館）
- 色絵十二ヶ月和歌花鳥図角皿（MOA美術館）

#### 光琳との合作
※乾山が作陶、兄の尾形光琳が絵付けを担当した作品
- 銹絵寿老人図六角皿（大倉集古館）
- 銹絵観鴎図角皿（東京国立博物館）
- 銹絵絵替角皿 10枚（藤田美術館）
- 銹絵松鶴図六角皿 宝永7年（1710年）銘（個人蔵）
- 銹絵寒山拾得図角皿 2枚（京都国立博物館）

#### 絵画
- 花籠図（福岡市美術館）
- 八橋図（文化庁保管）
- 武蔵野隅田川図乱箱（大和文華館、寛保3年（1743年））

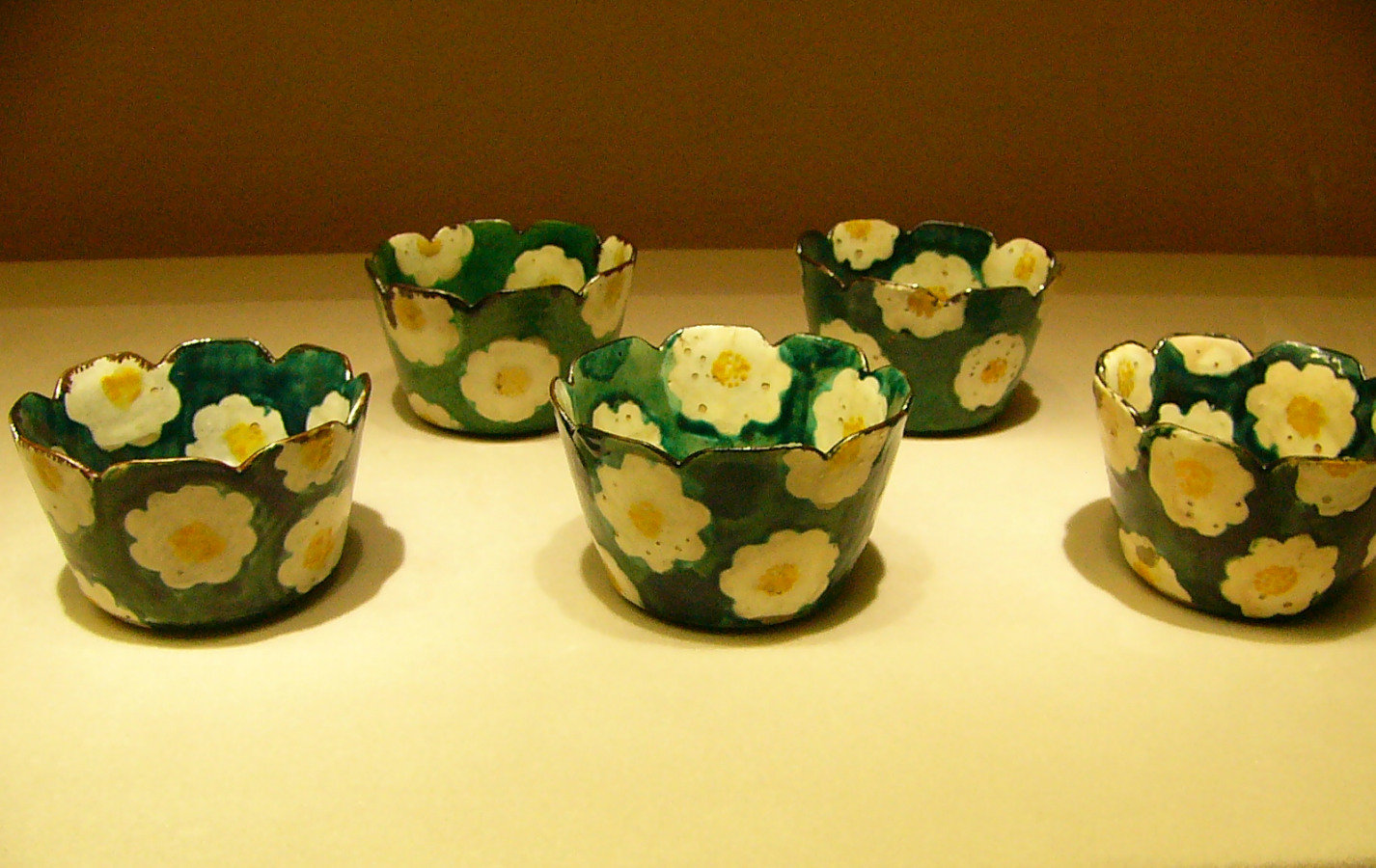
色絵椿文輪花向付 大阪市立東洋陶磁美術館
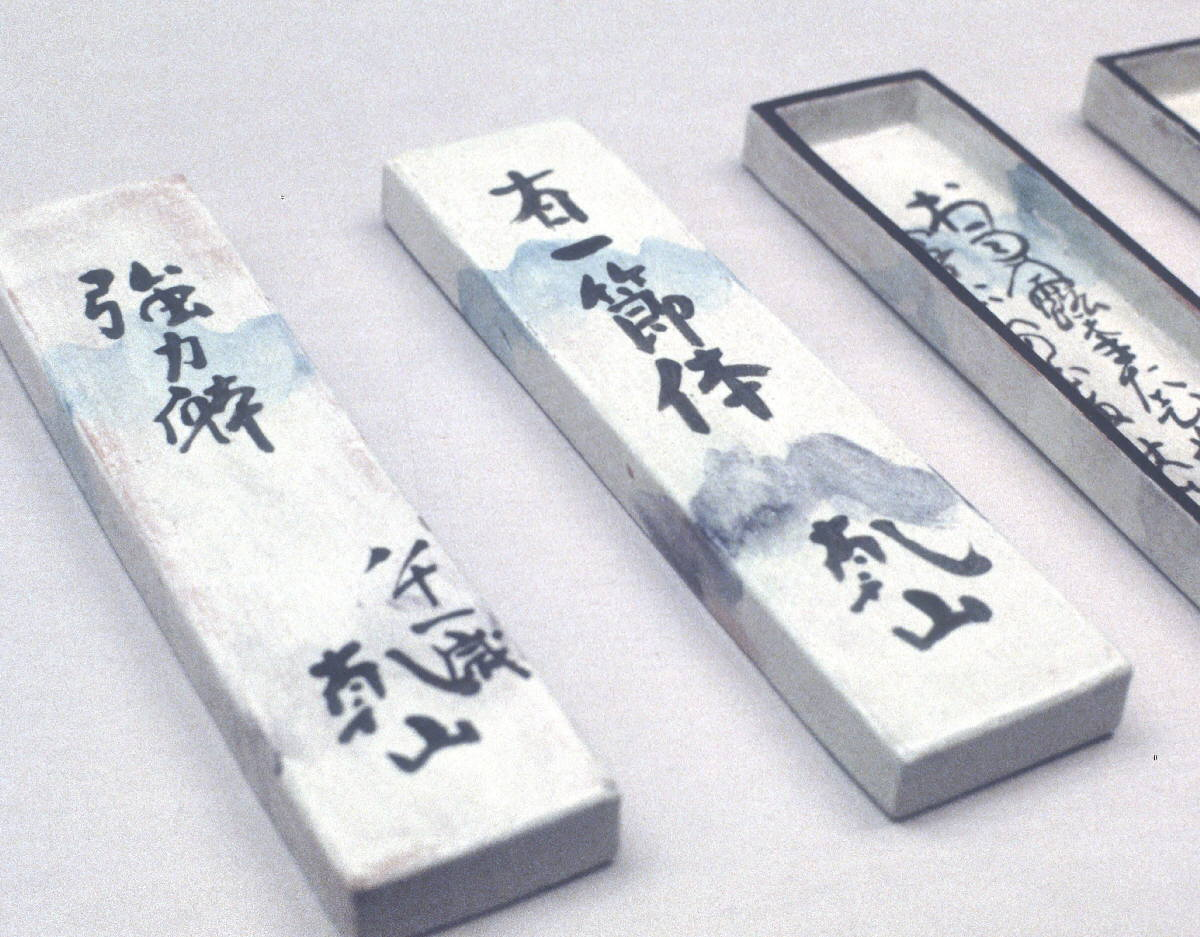
銹絵十体和歌短冊皿 1743年 東京国立博物館
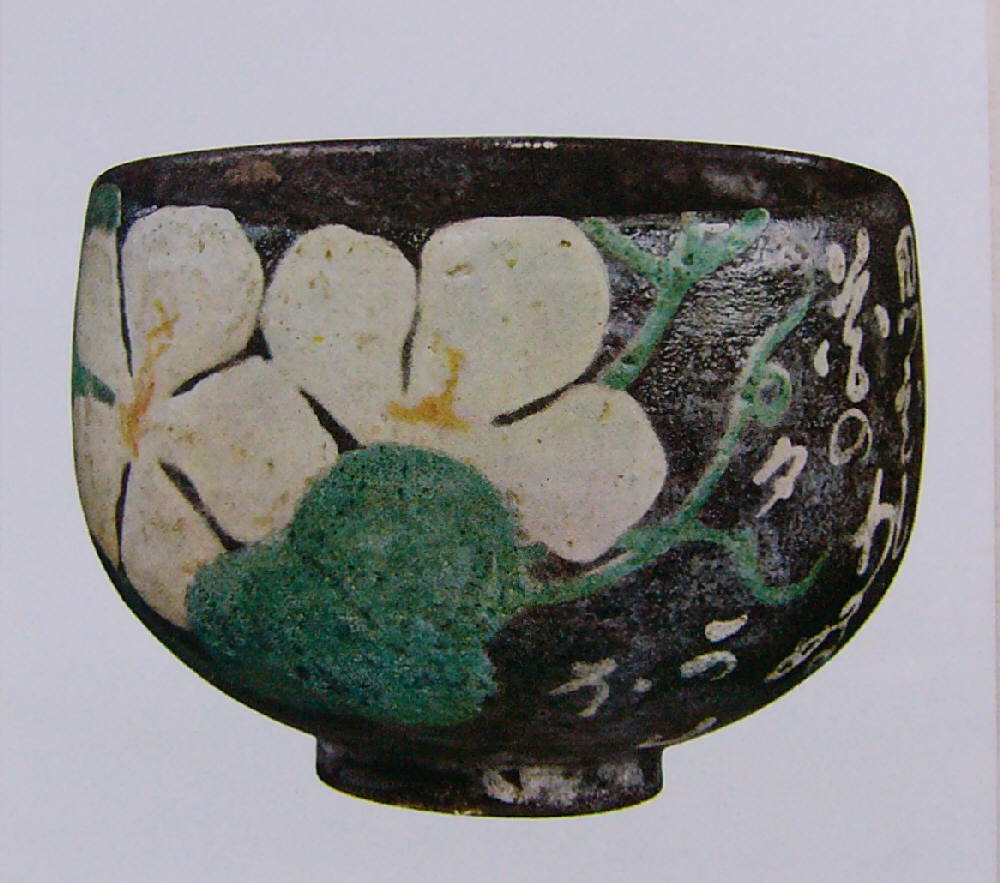
茶碗 銘夕顔 大和文華館

## 佐野乾山真贋論争
昭和37年（1962年）、栃木県佐野市の旧家で発見されたとされる焼き物200点（京都在住の収集家が所蔵）は、佐野で発見された尾形乾山の作品ということで「佐野乾山」と呼ばれ、真作か贋作かが議論を呼んだ。川端康成は酷評したが小林秀雄やバーナード・リーチは絶賛したという。この真贋論争は、日本最大の真贋事件と言われ、同年の第40回国会（衆議院文教委員会）でも採り上げられた。この問題については、青柳瑞穂は、乾山と私という読売新聞夕刊で「一口でいえば専門家の間でも乾山の勉強はされていなかった。業者のいいぐさに引きづりまわされていたといわれても仕方がない」と発言した。

## 参考資料
- 河原正彦編『日本の美術154 乾山』 至文堂、1979年
- 青柳いづみこ『青柳瑞穂の生涯 -真贋のあわいに』 2000年、新潮社